# Alpha Andromedae
Désignations
Alpha Andromedae (en abrégé α And), également nommée Alpheratz, est l'étoile la plus brillante de la constellation d'Andromède.

## Nomenclature et histoire
Par sa brillance, Alpheratz est logiquement l'étoile α d'Andromède. Mais, grâce à sa position, elle est aussi l'un des sommets de l'astérisme connu sous le nom de Grand carré de Pégase. À ce titre, Bayer lui avait attribué les deux désignations α Andromedae et δ Pegasi ; cependant, ce dernier nom est désuet depuis la délimitation des constellations par l'Union astronomique internationale en 1930.
Alpheratz est le nom approuvé pour α And par l’Union astronomique internationale (UAI). C’est, littéralement, l’arabe الفرس al-Faras, « le Cheval » ,. C’est en fait le nom منكب الفرس Mankib al-Faras, nom donné à l’origine à  β Peg comme le signale  ᶜAbd al-Raḥmān al-Ṣūfī ,.
Comme ce nom figure sur l’astrolabe, notamment chez Maslama al-Mağrītī, il n’est pas étonnant de le retrouver dans les textes latins sur cet instrument dès l’an mil, notamment mentichel et feraz, chez Llobet de Barcelone. Ce second nom va être déplacé, notamment chez Jean de Londres (ca. 1246), qui donne alpheraz pour α And. Voilà qui est repris dans l’Uranometria de Johann Bayer (1603), à propos de α And: Vmbilicum Equi […] communi Alpberas nomine. Ce nom est noté par Richard Hinckley Allen (1899) , qui contribue à le populariser.
.
.
Sirrah est l'autre nom, bien plus authentique qu’Alpheratz, pour α And. C’est en effet, à l’origine, سرّة الفرس  Surrat al-Faras, « l’Ombilic du Cheval », dans la figure de الفرس  al-Faras, soit Pégase dans le ciel gréco-arabe. Relevé sur l’astrolabe par ᶜAbd al-Raḥmān al-Ṣūfī, puis notamment par al-Zarqālluh, l'Azarchel des Latins, il n’est pas étonnant que l’on puisse lire chez Jean de Londres (ca. 1246): alpheraz, .i. equus et super vmbilicum eius. Le nom paraît donc d’abord en latin, et il va falloir attendre que, dans sa traduction du زيجِ سلطانی Zīğ-i Sulṭānī ou « Tables sultaniennes » d’Uluġ Bēg (1437), Thomas Hyde (1665), le nom arabe apparaisse en transcripion, sous la graghie ‘Sírra AlPháras‘. À partir de là, le nom entre dans les catalogues sous deux formes. Une première fois, par l’intermédiaire du philologue Friedrich Wilhelm Lach (1796) qui retranscrit ‘sirrah el-pheras’, le nom est Sirra chez Johann Elert Bode . Quelques années après, Giuseppe Piazzi donne, directement à partir de Hyde cette fois, le nom Sirrah , relevé par Richard Hinckley Allen (1899), qui contribue à le populariser,.

## Caractéristiques physiques
De magnitude 2,06, éloignée de la Terre d'environ 97 années-lumière, Alphératz est une étoile blanc-bleu, la plus brillante d'un groupe d'étoiles nommées « à mercure-manganèse ». Elle présente une abondance anormale de mercure, gallium, manganèse et europium dans son atmosphère et une sous-représentation inhabituelle d'autres éléments. On pense que cette anomalie est le résultat de la séparation des éléments sous l'effet de la propre gravité de l'étoile.

## Environnement stellaire
Alphératz est une étoile binaire, composée de deux étoiles orbitant très près l'une de l'autre et qui ne peuvent être distinguées que par une analyse spectroscopique très fine. La plus grande des deux est à peu près 10 fois plus lumineuse que la plus petite et elles orbitent en 96,7 jours. La paire est environ 200 fois plus lumineuse que le Soleil.
Par sa brillance, Alphératz est logiquement l'étoile α d'Andromède. Mais, grâce à sa position, elle est aussi l'un des sommets de l'astérisme connu sous le nom de Grand carré de Pégase.

## Repérage
Alphératz est le plus brillant des quatre sommets du grand carré de Pégase.
Elle forme également avec Hamal du Bélier et Diphda de la Baleine le Triangle d'automne.